# Novhorodský rajón
Novhorodský rajón (ukrajinsky Новгородківський район) byl rajón v Kirovohradské oblasti na Ukrajině. Hlavním městem byla Novhorodka a rajón měl přibližně 15 tisíc obyvatel. 

## Sídla v rajónu
- Novhorodka